# Charles Maurras
Charles Marie Maurras (ur. 20 kwietnia 1868 w Martigues, zm. 16 listopada 1952 w Saint-Symphorien-lès-Tours) – francuski myśliciel polityczny i filozof, monarchista, rzecznik autorytaryzmu, krytyk rządów demokratycznych i dyktatury plebiscytarnej.
Redaktor monarchistycznej La Gazette de France; zwolennik rządów Francisco Franco i António de Oliveira Salazara. Przedstawiał alternatywną koncepcję tzw. nacjonalizmu integralnego. Jeden z przywódców Akcji Francuskiej, założonej przez przeciwników rewizji procesu Dreyfusa.

## Życie i poglądy
W 1926 roku został ekskomunikowany przez papieża Piusa XI, a pisma Maurrasa i Akcji Francuskiej trafiły na Indeks ksiąg zakazanych Kościoła katolickiego. Zdaniem Maurrasa ekskomunika nie miała jednak uzasadnienia doktrynalnego – wskazywał, że jej powodem mogły być przesłanki polityczne. Za pontyfikatu Piusa XII, dekretem wydanym przez Św. Oficjum z dnia 5 lipca 1939, zdjęte zostały wszystkie sankcje skierowane przeciwko Akcji Francuskiej, bez domagania się odwołania jakichkolwiek tez, co potwierdzało przypuszczenie, że potępienie miało charakter dyscyplinarny a nie doktrynalny.
W latach 30. uwięziony przez władze republikańskie za grożenie śmiercią premierowi Léonowi Blumowi . Natomiast 14 lipca 1936 roku rząd wydał dekret delegalizujący Akcję Francuską. Maurras w okresie Vichy gorąco popierał politykę marszałka Pétaina. We wrześniu 1944 został ponownie uwięziony pod zarzutem kolaboracji, a 17 stycznia 1945 skazany na karę dożywotniego pozbawienia wolności (wyszedł jednak z więzienia w 1952 ze względu na sędziwy wiek). Stracił także miejsce w Akademii Francuskiej.
Mimo że był agnostykiem, akcentował silną pozycję Kościoła katolickiego w społeczeństwie i jako instytucji nierozerwalnie złączonej z monarchą, a protestantyzm oskarżał o rozbicie jedności chrześcijańskiej Europy. Określał czterech ewangelistów mianem „czterech ciemnych Żydów”. Tuż przed śmiercią przyjął sakramenty.